# Lijst van rijksmonumenten in Overschie
Overschie telt 41 inschrijvingen in het rijksmonumentenregister. Hieronder een overzicht. 

## Spaanse polder
| Object                  | Oorspronkelijke functie? | Bouwjaar        | Architect                           | Locatie            | Coördinaten?                  | Nr.?   | Afbeelding              |
| ----------------------- | ------------------------ | --------------- | ----------------------------------- | ------------------ | ----------------------------- | ------ | ----------------------- |
| Van Nellefabriek        | Industrie                | 1925-1930       | J.A. Brinkman en L.C. van der Vlugt | Van Nelleweg 1     | 51° 55' 22" NB, 4° 26' 5" OL  | 46869  | Van Nellefabriek        |
| Van Nellefabriek        | Industrie                | vanaf 1925-1931 |                                     | Van Nelleweg bij 1 | 51° 55' 25" NB, 4° 25' 54" OL | 521881 | Van Nellefabriek        |
| Schiehallen (pakhuizen) | Industrie                | 1942-43 en 1967 | J.A. Brinkman en J.H. van den Broek | Van Nelleweg bij 1 | 51° 55' 25" NB, 4° 25' 54" OL | 523428 | Schiehallen (pakhuizen) |

## Overschie
| Object | Oorspronkelijke functie?  | Bouwjaar             | Architect          | Locatie                      | Coördinaten?                  | Nr.?   | Afbeelding        |
| --- | ------------------------- | -------------------- | ------------------ | ---------------------------- | ----------------------------- | ------ | ----------------- |
| Gepleisterd hoekpand met verdieping en zadeldak tussen puntgevels, in de huidige vorm van midden-19e-eeuws karakter. Geprofileerde houten kroonlijst, vensters met zesruitsschuiframen | Woonhuis                  | 1710                 |                    | Delftweg 5                   | 51° 56' 27" NB, 4° 25' 18" OL | 32925  | Meer afbeeldingen |
| R.K. Kerk van St. Petrus'Banden | Kerk en kerkonderdeel     | 1831                 | P. Adams           | Delftweg 13                  | 51° 56' 27" NB, 4° 25' 17" OL | 32926  | Meer afbeeldingen |
| Pastorie R.K. Kerk van St. Petrus'Banden | Kerkelijke dienstwoning   | 1851                 |                    | Delftweg 15                  | 51° 56' 28" NB, 4° 25' 17" OL | 32927  | Meer afbeeldingen |
| De Speelman | Industrie- en poldermolen | 1971                 |                    | Overschiese Kleiweg 775      | 51° 56' 19" NB, 4° 26' 38" OL | 32928  | Meer afbeeldingen |
| Boerderij, behoord hebbend bij het buiten "Leeuwenhof" | Boerderij                 | 18e eeuw             |                    | Delftweg 122                 | 51° 56' 51" NB, 4° 24' 56" OL | 32929  | Meer afbeeldingen |
| Veerhuis van Delft | Dienstwoning              | 1767                 |                    | Kethelsekade 72              | 51° 56' 26" NB, 4° 25' 15" OL | 32931  | Meer afbeeldingen |
| Huis met verdieping, zadeldak en rijk gesneden deur met kalf in Lodewijk XV-trant, gevat in een omlijsting van verdiepte pilasters met hoofdgestel                                     | Woonhuis                  |                      |                    | Overschiese Dorpsstraat 134A | 51° 56' 19" NB, 4° 25' 8" OL  | 32933  | Meer afbeeldingen |
| Pand met trapgevel. Geprofileerde dekplaten en ontlastingsbogen | Woonhuis                  | 17e eeuw             |                    | Overschiese Dorpsstraat 138A | 51° 56' 19" NB, 4° 25' 8" OL  | 32934  | Meer afbeeldingen |
| Brugwachtershuis. Drie puntgevels, vensters met ontlastingsbogen en houten kruiskozijnen. Gerestaureerd                                                                                | Bedieningsgebouw          | 1637 (gevelsteen)    |                    | Overschieseweg 2             | 51° 56' 16" NB, 4° 25' 1" OL  | 32935  | Meer afbeeldingen |
| Boerderij "De Honderdmorgen" | Boerderij                 | 17e eeuw             |                    | Overschieseweg 14            | 51° 56' 16" NB, 4° 24' 57" OL | 32936  | Meer afbeeldingen |
| Hogebrug : boogbrug met vier gebeeldhouwde wapens in cartouches | Weg                       | derde kwart 17e eeuw |                    | Overschieseweg bij 2         | 51° 56' 16" NB, 4° 25' 3" OL  | 32937  | Meer afbeeldingen |
| Nieuw Rhodenrijs: landhuis | Kasteel, buitenplaats     | 1933                 |                    | Delftweg 166                 | 51° 57' 7" NB, 4° 24' 34" OL  | 527167 | Meer afbeeldingen |
| Nieuw Rhodenrijs: boogbrug en toegangshek | Erfscheiding              | 1933                 |                    | Delftweg bij 166             | 51° 57' 7" NB, 4° 24' 34" OL  | 527168 | Meer afbeeldingen |
| Nieuw Rhodenrijs: garage met aangrenzende poortdoorgang | Bijgebouwen kastelen enz. | 1933                 |                    | Delftweg bij 166             | 51° 57' 7" NB, 4° 24' 34" OL  | 527169 | Meer afbeeldingen |
| Nieuw Rhodenrijs: tuinaanleg | Tuin, park en plantsoen   | 1933                 |                    | Delftweg bij 166             | 51° 57' 7" NB, 4° 24' 34" OL  | 527170 | Meer afbeeldingen |
| Nieuw Rhodenrijs: duiventoren | Tuin, park en plantsoen   | 1933                 |                    | Delftweg bij 166             | 51° 57' 7" NB, 4° 24' 34" OL  | 527272 | Upload foto       |
| Nederlands Hervormde Kerk | Kerk en kerkonderdeel     | 1899-1902            | B. Hooykaas        | Overschiese Dorpsstraat 95   | 51° 56' 20" NB, 4° 25' 12" OL | 527171 | Meer afbeeldingen |
| Voormalige verffabriek | Industrie                 | 1940-1943            | J.H. Van den Broek | Overschieseweg 35            | 51° 56' 11" NB, 4° 24' 45" OL | 527172 | Meer afbeeldingen |

## De Tempel
De Tempel in Overschie kent 20 rijksmonumenten. Zie Lijst van rijksmonumenten in De Tempel.